# Чопчи
Чоп (азерб. çöpçü, от слова чоп (косточка); арм. Չոփչի, букв. «собиратель хвороста») или искусство выдувания комков — целительная практика в традиционной азербайджанской медицине, которая заключалась в «выдувании» из горла и носа у детей или взрослых застрявших там фруктовых или мясных косточек и семян. Последние, согласно поверью, являлись причиной различных заболеваний детей с такими симптомами, как высокая температура, рвота, понос.
Целитель чопчи обычно резко дует в нос больному, изо рта которого вылетают мелкие предметы (плодовые и мячные косточки, семена) или усиленно массирует горло и железы, как бы выбивая болезнь.
Существующее с давнего времени деление местных знахарей по специальностям, среди которых есть женщины-знахарки «чопчи», установил исследователь народной медицины в Азербайджане Шукюр Гасанов.
Искусные лекари чопчи были в Табасаране, Дербенте, Самурской долине, к которым привозили пострадавших даже из отдаленных мест Азербайджана. В основном этим видом врачевания занимались женщины, у которых, как считалось, была лёгкая рука. Из горла же у животных чоп извлекали специалисты-мужчины. Большим опытом лечения животных обладал житель азербайджанского селения Великент Алимердан Пулатханов.
Искусство чопчи встречается также и у иранцев Мазендерана.